# Спомен-обележје Емилијану Јосимовићу у Београду
 Спомен-обележје Емилијану Јосимовићу је споменик у Београду. Налази се у Кнез Михаиловој улици у општини Стари град.

## Подизање споменика
Спомен-обележје посвећено је Емилијану Јосимовићу, првом српском урбанисти, првом професору архитектуре у Србији, познатом по изради првог урбанистичког плана Београда 1867. године.
Приликом уређивања Кнез Михаилове улице и њеног претварања у пешачку зону, 1987. године постављено је спомен-обележје у част Јосимовића, на Тргу републике, испред зграде у којој се налази кафана Руски цар.
На споменику пише:
„Први српски урбанист Емилијан Јосимовић

Одредио положај ове улице планом вароши Београда 1867.”